# Peter Morén
Peter Andreas Morén, född 5 maj 1976 i Falu Kristine församling i Kopparbergs län, är en svensk musiker, kompositör och musikproducent. Han är gitarrist och sångare i indierocktrion Peter Bjorn and John samt soloprojektet SunYears. Han är också en av grundarna av det Stockholmsbaserade artistkollektivet INGRID.

## Tidiga år
Peter Morén växte upp i byn Vika i Dalarna, och senare i Mora. Han kom tidigt i kontakt med lokal heavy metal och folkmusik, men utvecklade även ett starkt intresse för gitarrbaserad popmusik inspirerad av artister som The Beatles och The Byrds. Hans musikaliska resa började med att han lärde sig spela gitarr vid tio års ålder och uppträdde med covers på lokala scener. Senare flyttade han till Västerås för att läsa musikprogrammet på Carlforsska gymnasiet. Där träffade han musikern och blivande bandkamraten Björn Yttling, och tillsammans började de utforska indierockinfluenser som Ride, Teenage Fanclub och The Stone Roses.

## Musikkarriär

### Peter Bjorn and John
Peter Bjorn and John bildades i Stockholm 1999 när Peter Morén mötte Björn Yttling och John Eriksson och började samarbeta kring indiepoppmusik med fokus på melodi och experimenterande. Under denna tid gick Morén även med i The Plan och spelade bas på deras självbetitlade debutalbum från 2001. År 2002 lämnade han dock gruppen för att koncentrera sig på Peter Bjorn and Johns första album.
Efter de tidiga albumen Peter Bjorn and John (2002) och Falling Out (2004) fick bandet internationellt genomslag med sitt tredje album Writer’s Block (2006) och den globala hitsingeln ”Young Folks”, känd för sin karakteristiska vissling och återhållna groove. Under det följande decenniet utvecklade bandet sitt sound från janglig pop till mer experimentella uttryck och släppte bland annat det instrumentala och experimentella Seaside Rock (2008), det mörkare och elektroniskt färgade Living Thing (2009) och det energifyllda popalbumet Gimme Some (2011). År 2012 grundade de artistkollektivet och skivbolaget INGRID. Senare album som Darker Days (2018) och Endless Dream (2020) förfinade deras indiepopp med emotionella lager.
Under hela sin karriär har Morén och bandet ofta använt okonventionella percussiva inslag, såsom steg mot betong, kindklapp och kroppsslagverk, för att skapa en unik ljudbild som kombinerar popkänsla med innovativ ljuddesign.

### Solokarriär och samarbeten
2001 var Morén medlem i bandet The Plan och medverkade på debutskivan men lämnade därefter gruppen. Två år senare spelade han in albumet Mmhm! (2003) tillsammans med The Venue (Anders, Fredrik och Jonas Thorell samt Charley Rivel och Hans Ekman). Han var även medlem i "Indiesupergruppen" Tutankamon tillsammans med Adam Olenius (Shout Out Louds), Daniel Värjö (The Concretes) och Niklas Korssell (The Plan med flera) som släppte ett album 2009. I konstellationen The Grand Old Softies har Morén tolkat Beatles tillsammans med Per Bergkvist, Hans Ekman och Jonas Thorell. Sedan 2012 har Morén även gett ut en serie EP-skivor med engelska översättningar och omarbetningar av sina mest kända svenskspråkiga låtar, däribland ”Say My Name”, ”Esther” och ”The Odyssey”. Serien kallas Broken Swenglish.
I april 2008 släpptes det engelskspråkiga The Last Tycoon, följt 2010 av det svenskspråkiga I spåren av tåren. Skivan I spåren av tåren är producerad av Tobias Fröberg och där medverkar bland andra Markus Krunegård och Lars Skoglund från Laakso. Hans tredje soloalbum, Pyramiden, släpptes i slutet av 2012 och har fått sitt namn både efter spökstaden Pyramiden och som en symbol för pyramiden som gravkammare och mer abstrakta begrepp som pyramidspel. Albumets första singel ”Odyssén” släpptes i förväg tillsammans med b-sidan ”Vinstintressen”.[8] Därefter följde en digital singelutgåva av den svenskspråkiga versionen av låten ”Say My Name”, som tidigare (på engelska) funnits med på INGRID-samlingen Volym 1.  Albumet 40 (2017) markerar Moréns 40-årsdag och är en blandning av originallåtar, samarbeten och covers. Skivan präglas av reflektioner kring medelåldern, kreativitet och identitet – inte sällan med självironisk ton och personlig intensitet. År 2019 släppte han tillsammans med låtskrivaren David Shutrick EP:n En åldrande befolkning, som senare samma år utökades med tre nya låtar och återutgavs som fullängdsalbum. Albumomslaget är en fyndad tavla utan känd upphovsperson.
År 2025 producerade Morén albumet Strawberries, det nionde soloalbumet av den australiske sångaren och låtskrivaren Robert Forster (The Go-Betweens), inspelat i Ingrid Studios i Stockholm. Förutom produktionen bidrog Morén med gitarr, körsång och arrangemang. Albumet fick positiv kritik för sitt varma, liveinspelade sound och levande berättande, där recensenter särskilt lyfte fram Moréns lågmälda men dynamiska produktion.
Peter Morén är medgrundare till skivbolaget INGRID.
Hösten 2024 var Peter Morén initiativtagare, tillsammans med producenten Ronald Bood, till hyllningsalbumet och konsertkvällen "Älskar inte vi dig då – en hommage till Olle Adolphson" på Cirkus i Stockholm, med anledning av att visdiktaren skulle ha fyllt 90 år. Under konserten medverkade bland andra Tomas Andersson Wij, Jakob Hellman, Lisa Nilsson, Amanda Ginsburg, Emil Svanängen (Loney Dear), Janice, Moonica Mac, Lill Lindfors, Mats Bergström, Junior Brielle, Zacke och Vilma Flood, och Morén själv framträdde både som artist och arrangör.

### SunYears
Under namnet SunYears driver Peter Morén numera sitt soloprojekt/band sedan 2023, som startade under den inställda turnén och nedstängningen efter släppet av Endless Dream av Peter Bjorn and John 2020, och live består SunYears av Morén på sång och gitarr, Nino Keller (Les Big Byrd) och Andreas Nordell på trummor respektive bas. Debutalbumet Come Fetch My Soul! är en personlig musikalisk återkomst med influenser från drömsk folkrock, Beatles‑harmonier och psykedelisk jangle‑gitarr, och innehåller duetter med artisterna Ron Sexsmith, Jess Williamson, Eric D. Johnson (Fruit Bats), Kathryn Williams och Ren Harvieu. Projektet nominerades till Årets singer‑songwriter på Manifestgalan 2024, där de också var en av liveakterna på galan, och blev också nominerat till Årets album och Årets låtskrivare på Dalecarlia Music Awards 2024.
Uppföljaren, The Song Forlorn (21 augusti 2025, Villa), utvidgar det samarbetande arbetssättet med bidrag från Lisa Hannigan, Sam Genders (Tunng/Diagrams), Nicole Atkins, Madison Cunningham och De Clair.

### Konstnärskap och influenser
Morén beskriver sin solomusik som en möjlighet att experimentera fritt – ”allt är tillåtet om det känns bra i magen”. Hans låtskrivande är melodibaserat och genrehybridiskt, där han rör sig mellan folk, soul, indierock och psykedeliska inslag. Bland hans främsta influenser finns The Beatles, David Bowie, folkrock, powerpop, brasiliansk tropicália och klassisk R&B. Han lägger stor vikt vid låtskrivande, melodistruktur och intressanta arrangemang.

## Diskografi

### Soloalbum
- The Last Tycoon (2008)
- I Spåren Av Tåren (2010)
- Pyramiden (2012)
- 40 (2017)
- En Åldrande Befolkning (with David Shutrick) (2019)
- Come Fetch My Soul! (SunYears) (2023)[35]
- The Song Forlorn (SunYears) (2025)

### Singlar och EP
- "Social Competence" (2008)
- "Reel Too Real" (2008)
- "Esther" (2010)
- "Odyssén" (2012)
- "Säg Mitt Namn" (2012)
- "Tröstpriset" (2012)
- "Broken Swenglish Vol. 1 EP" (2013)
- "Broken Swenglish Vol. 2 EP" (2014)
- "Rytmen I Blodet / Mitt Bästa Porslin" (2016)
- "Pärleporten" (2016)
- "100 År" (with David Shutrick) (2019)
- "Oljud" (with David Shutrick) (2019)
- "Come Fetch My Soul!" (single featuring Jess Williamson) (2023)
- "Slipping Away" (2023)
- “Granddad’s Song” (feat. Ron Sexsmith) (2023)
- “Last Night I Dreamt I Met Phil & Don” (feat. Eric D. Johnson / Fruit Bats) (2023)
- "Last Night I Dreamt I Met Phil & Don (Slow Jam) (2024)
- "Dark Eyes" (2025)
- (Going To A) Cruel Country" (2025)
- “Last Night on the Mountain” (feat. Lisa Hannigan and Sam Genders) (2025)
- "Spanner In The Works" (2025)

### Album med Peter Bjorn and John
- 2002 – Peter Bjorn and John
- 2004 – Falling Out
- 2006 – Writer's Block
- 2008 – Seaside Rock
- 2009 – Living Thing
- 2011 – Gimme Some
- 2016 - Breakin' Point
- 2018 - Darker Days
- 2020 - Endless Dream

### Övriga album
- 2001 – The Plan med The Plan
- 2003 – Mmhm! med The Venue
- 2009 – Tutankamon[36] med Tutankamon
- 2019 – En åldrande befolkning med Peter Morén & David Shutrick